# Arco de Santa María (Madrid)
El Arco o Puerta de Santa María (denominado en época musulmana Puerta de la Mezquita o Puerta de la Almudena) fue uno de los tres accesos con los que contaba la muralla islámica de la ciudad española de Madrid. Se construyó en la segunda mitad del siglo IX, cuando fue fundada la fortaleza andalusí de Mayrit, en el tramo final de la actual calle Mayor, cerca del Palacio de los Consejos.

## Toponimia
Los nombres que el arco recibía durante la época musulmana provenían, por un lado, de la mezquita aljama existente en sus inmediaciones y, por otro, de la almudena, ya que comunicaba los barrios extramuros con la ciudadela islámica, conocida en árabe como al-mudayna.
Tras la conquista cristiana de Madrid, esta última denominación se mantuvo, ya que terminó aplicándose a la iglesia que, bajo la advocación de Santa María de la Almudena, se edificó sobre la antigua mezquita. De  este templo también proviene su topónimo más usado, el de Santa María.

## Historia
Junto con los accesos de la Sagra y de la Vega, se trataba de una de las puertas más antiguas de Madrid. Levantada en piedra de pedernal, al igual que todo el recinto amurallado, estaba formada por un tramo recto resuelto en medio punto, con un único torreón defensivo, según puede apreciarse en la vista de Madrid que Anton van den Wyngaerde dibujó en 1562.
Fue demolida por ruinosa y sustituida por tres arcos de ladrillo, que duraron hasta 1570. En este año se tomó la decisión de ensanchar la calle donde se asentaba y de erigir otra puerta, con motivo de la entrada triunfal en Madrid de Ana de Austria, la cuarta esposa de Felipe II. El nuevo acceso fue bautizado oficialmente como Puerta de Santa María de la Almudena, por la cercanía de la iglesia homónima, y fue, junto con la Puerta de Guadalajara, el lugar desde donde se hacían los pregones. Estuvo en pie hasta 1672, cuando fue sustituido por un nuevo acceso, que pasó a ser conocido como Arco de Santa María y que desapareció en el siglo XIX.
La puerta se encontraba en uno de los ejes viarios más importantes del Madrid antiguo, a partir del cual se fue conformando el Camino de Alcalá (actual calle de Alcalá), como una prolongación natural de la calle Mayor. De ahí que muy pronto quedara sobrepasada, primero con la Puerta de Guadalajara, abierta sobre la muralla cristiana, y posteriormente con la Puerta del Sol y la Puerta de Alcalá, construidas sobre sucesivas cercas.  